# Социјалистичка партија Србије
Социјалистичка партија Србије (скраћено СПС) је политичка странка у Србији. Председник странке је Ивица Дачић.
Настала је 1990. спајањем Савеза комуниста Србије и Социјалистичког савеза радног народа Србије. Први председник СПС био је Слободан Милошевић. На општим изборима 1990. успела је да задржи власт у Србији, док је Милошевић поново изабран за председника Србије. Током Милошевићеве владавине, СПС се између 1992. и 1993. ослањала на Српску радикалну странку (СРС), док је касније предводила неколико коалиционих влада са СРС, Новом демократијом и Југословенском левицом. Демонстрације против СПС одржане су током 1991, а након што је оптужена за фалсификовање гласова у већим градовима, попут Београда и Ниша, организовани су и протести 1996—1997. Након што је Милошевић одбио да призна пораз у првом кругу избора за председника СРЈ, на којима је победио кандидат Демократске опозиције Србије, дошло је до његовог свргавања.
СПС је била у опозицији до 2003, након чега је обезбедила подршку влади Војислава Коштунице. Дачић је предводио СПС у коалиционој влади са Демократском странком након парламентарних избора 2008, док је четири године касније постао председник Владе Србије након формирања коалиционе владе са Српском напредном странком (СНС). Иако се сматрала као демократска социјалистичка странка, СПС је под Милошевићевим вођством промовисала мешовиту економију и популистички национализам, док је била оптужена за ауторитаризам. СПС се под Дачићем померила ка социјалдемократији, док је такође усвојила проевропеизам као своју идеологију. СПС сарађује са Јединственом Србијом и Зеленима Србије.

## Политички програм
Политички програм Социјалистичке партије Србије сличан је програму других савремених социјалистичких партија. Иако „социјалистичка“ стоји у називу, то заправо није право залагање таквих странака, па ни СПС. Социјалистичка партија не подржава социјалистички режим државне самоуправе, него реформисани капиталистички систем демократског социјализма и социјалдемократије као и већина реформисаних бивших комунистичких политичких партија у Европи и свету.
Иако се формално не декларише тако, идеологија и реторика СПС је често окарактерисана као националистичка. Према истраживањима ЦеСИД-а из 2008. и 2014. године, присталице СПС у највећој мери заступају традиционалистичке (приврженост народним обичајима, традицији, ставовима верске заједнице) и евроскептичне ставове.

## Историјат

### Настанак
Партија је настала, 17. јула 1990. у тадашњој СФР Југославији, тачније СР Србији, уједињењем Савеза комуниста Србије (СКС) и Социјалистичког савеза радног народа Србије (ССРНС). За председника партије на Првом оснивачком конгресу, изабран је Слободан Милошевић. Приликом оснивања партија је постала правно-имовински наследник ове две друштвено-политичке организације. Борисав Јовић био је председник Социјалистичка партија Србије од 24. маја 1991. до 24. октобра 1992, што је претходно био Слободан Милошевић који је формално отишао с те функције (незванично је задржао пресудни утицај у њој) јер по Уставу није могао истовремено да буде председник партије и председник Србије. Када се Милошевић званично вратио на чело партије, Јовић је постао потпредседник СПС и остао на тој функцији до краја новембра 1995. године.

### Период владавине
Децембра 1990. године, на првим вишепартијским изборима за Скупштину Србије, СПС је освојила прво место са 194 посланичка мандата, а Слободан Милошевић је тада убедљиво изабран за председника Републике Србије. Јануара 1991. изабрана је прва Влада Републике Србије, након увођења вишестраначког режима, а коју је саставио СПС. За премијера је изабран Драгутин Зеленовић. Социјалистичка партија Србије је била једина политичка партија од увођења вишепартијског система у СФР Југославији и Републици Србији, да је имала два своја члана који су били председници Председништва СФРЈ од 1990. до 1991. године. Први је био Борисав Јовић из Републике Србије, а други је био вршилац дужности председника Председништва СФР Југославије Сејдо Бајрамовић из Аутономне Покрајине Косова и Метохије.
Маја 1992, СПС осваја прво место на првим изборима за Савезну скупштину Савезне Републике Југославије, а у децембру исте године прво место на ванредним изборима за Скупштину Србије. Паралелно са парламентарним изборима, одржани су и превремени избори за председника Републике и на њима је Слободан Милошевић победио Милана Панића, па је тако по други пут изабран за председника Србије. Фебруара 1993, СПС формира мањинску Владу Србије коју је у парламенту подржавала Српска радикална странка. За премијера је тада изабран Никола Шаиновић. Међутим, у септембру 1993. долази до раскида сарадње између социјалиста и радикала, након чега се 19. децембра одржавају превремени парламентарни избори и СПС на њима осваја 123 посланичка мандата. Марта 1994. социјалисти формирају поново Владу Србије, али овог пута у сарадњи са Новом демократијом који су на изборима наступили у склопу опозиционе коалиције ДЕПОС. За премијера је тада изабран Мирко Марјановић.
Од 1996, социјалисти су на изборима били у коалицији са Југословенском левицом, коју је предводила Милошевићева жена Мира Марковић.
Због оптужби за нерегуларност локалних избора у новембру 1996. колација Заједно организовала је свакодневне протесте грађана у већим градовима Србије. Упоредо са грађанским отпочели су и протести студената. Грађански протести трајали су 88, а студентски више од 117 дана. Резултати избора, односно победа опозиције на локалном нивоу, признати после доласка специјалног изасланика ОЕБС-а Фелипеа Гонзалеса 11. фебруара 1997. доношењем лекс специјалиса.
Политички теоретичари владавину Слободана Милошевића често описују као ауторитарну или аутократску, као и клептократску. На основу посматрања и анализе целокупног процеса свих избора од увођења вишестраначја, ЦеСИД је утврдио озбиљне мањкавости у свим фазама изборних поступка, наводећи да изборни процеси нису испуњавали услове за фер изборе и да је била нарушена репрезентативност воље грађана у корист СПС-а. У октобру 1998. усвојен је Закон о јавном информисању, који је остао запамћен по томе што је увео високе новчане казне за новинаре чије се писање косило са политиком режима Слободана Милошевића, а дошло је и до гашења редакција тзв. независних медија. Током поступка за убиство Ивана Стамболића, тужилац је 2007. нагласио да је режим предвођен Милошевићем и његовом супругом наручивао убиства политичких противника.
Дана 24. септембра 2000. одржани су редовни локални и савезни избори, али и превремени избори за председника Савезне Републике Југославије. СПС губи и на локалном и савезном нивоу, а Војислав Коштуница (кандидат Демократске опозиције Србије) побеђује Милошевића у првом кругу председничких избора. Пошто је режим одбио да призна Коштуничину победу, дошло је до масовних протеста, уз оптужбе за изборну крађу, који су кулминирали 5. октобра, када је више стотина хиљада грађана у Београду збацило Слободана Милошевића са власти. ЦеСИД је у свом извештају навео да је противправно прекрајање изборних резултата спречено искључиво због притиска услед масовних протеста и попуштања институција као што су Савезни уставни суд и Свезна уставна комисија. Након свргавања Милошевића са власти, крајем 2000. године Савет безбедности Уједињених нација је укинуо међународне санкције СР Југославији, а 1. новембра је СРЈ примљена као пуноправна чланица Уједињених нација.
Против четворице функционера СПС-а, Слободана Милошевића, Николе Шаиновића, Влајка Стојиљковића и Милана Милутиновића је подигнута оптужница од стране Хашког трибунала због злочина против човечности за време ратова током распада Југославије. Милошевић је тиме постао први председник неке државе против којег је подигнута оптужница за ратне злочине. Милутиновић је ослобођен по свим тачкама оптужбе, док је Шаиновићу изречена казна од 18 година због злочина против човечности и кршења закона и обичаја ратова за време рата на Косову и Метохији. Стојиљковић је извршио самоубиство пре одласка на суђење. Током расправе о жалби на првостепену пресуду Властимир Ђорђевић, начелник ресора јавне безбедности МУП-а Србије, је признао да су на Косову почињени злочини над албанским цивилима и он се том приликом извинио жртвама. Притом, изјавио је да је за те злочине сазнао тек након након што је у Дунаву код Текије нађена хладњача са лешевима и да није могао да се успротиви Стојиљковићу, министру унутрашњих послова, у прикривању злочина тајним покопавањем у масовне гробнице. Слободан Милошевић је преминуо пре него што је била донесена пресуда. У пресудама другим оптуженима поменуто да постоје докази о повезаности Милошевића са ратним злочинима и насилним депортацијама не-српског становништва током рата у Босни и Херцеговини, у Хрватској и на Косову.

### Опозициони период
После свргавања Милошевића са власти, партија је постала део опозиције. 23. децембра 2000, на ванредним изборима за парламент Србије, СПС осваја свега 37 посланичких мандата. Три године касније, децембра 2003, СПС је на парламентарним изборима освојила 7,6% гласова, односно само 22 од 250 седишта у парламенту. После тих избора СПС је пружила подршку мањинској Влади Војислава Коштунице (3. март 2004) иако званично није ушла у Владу.
Дана 11. марта 2006. године, у притвору Хашког трибунала у Схевенингену, умро је Слободан Милошевић, тада још увек лидер СПС-а.
Децембра 2006. године, Ивица Дачић постаје председник СПС-а, а у јануару 2007. године СПС (на новим ванредним изборима за српски парламент) осваја свега 5,64% гласова, што јој доноси само 16 посланичких места. Ништа бољи резултат социјалисти нису забележили ни на председничким изборима у јануару 2008. године, када је Милутин Мркоњић као кандидат освојио око 6% гласова.

## СПС данас

### Повратак у власт 2008.
На парламентарним изборима одржаним 11. маја 2008. године, Социјалистичка партија Србије је у коалицији са Партијом уједињених пензионера Србије (ПУПС) и Јединственом Србијом (ЈС) освојила 7,58% гласова и 20 посланичких места у Народној скупштини. Због свог оствареног резултата, оцењено је да СПС има најбољу преговарачку позицију, јер је својом одлуком могла да одлучи ко ће формирати владајућу коалицију. Преговори са СРС-ом, ДСС-ом и НС-ом нису завршени успешно зато што социјалисти нису хтели да прихвате предлог ДСС-а о поништавању Споразума о стабилизацији и придруживању (ССП) Европској унији.
СПС креће у преговоре са листом За европску Србију предвођену ДС-ом, са којима су се за кратко време договорили око пет принципа – „очување Србије, социјална правда, наставак европских интеграција Србије, борба против корупције и криминала”. Такође, из ЕУ је стизала подршка формирању проевропске владе, док је постојао наговештај председника Социјалистичке интернационале за пријем СПС-а у ту организацију уколико би омогућила формирање европски оријентисане владе. Славица Ђукић-Дејановић изабрана је за председника Народне скупштине (25. јун). Нова влада Србије изабрана је 7. јула. Председник СПС-а Ивица Дачић изабран је за првог потпредседника владе и министра унутрашњих послова, док су Милутин Мркоњић, Жарко Обрадовић и Петар Шкундрић изабрани за министре за инфраструктуру, просвету и рударство и енергетику. Председник ПУПС-а, Јован Кркобабић, је изабран за потпредседника владе за социјална питања.
На годишњој скупштини СПС одржаној 17. јула 2009. године, донета је одлука о реформи партије. СПС је најавила нови почетак, као партија модерне левице и социјалдемократске оријентације. Социјалистичкој партији Србије је потврђена кандидатура за чланство у Социјалистичкој интернационали, што на крају никада није успешно реализовано због одбијања СПС-а да се одрекне наслеђа бившег председника, Слободана Милошевића.

### Избори 2012. и савез са СНС
На редовним парламентарним и ванредним председничким изборима, 6. маја 2012. године, коалиција око СПС-а постигла је већи успех. Освојила је 14,53% гласова на парламентарном нивоу и добила 44 посланичка места, док је Ивица Дачић као председнички кандидат заузео треће место са освојених око 500.000 гласова. Каснија победа лидера напредњака Томислава Николића у другом кругу председничких избора, 20. маја, резултовала је склапањем савеза између коалиција око Српске напредне странке и СПС-а са Уједињеним регионима Србије о формирању нове Владе Републике Србије са Ивицом Дачићем на челу. Нова Влада је ступила на дужност 27. јула, а поред премијерског места социјалисти су добили ресоре унутрашњих послова (и даље са Дачићем на челу), здравља (Славица Ђукић Дејановић), саобраћаја (Александар Антић), и просвете и науке (Томислав Јовановић).

### Избори 2014.
На ванредним парламентарним изборима у Републици Србији 2014. године осваја 25 посланичка мандата на изборној листи: ИВИЦА ДАЧИЋ — "Социјалистичка партија Србије (СПС), Партија уједињених пензионера Србије (ПУПС), Јединствена Србија (ЈС)"
Социјалистичка партија Србије након ванредних парламентарних избора у Републици Србији 2014. године улази у Владу Србије са Српском напредном странком (СНС) и добија три министарска места: Ивица Дачић је постао први потпредседник владе као и Министар спољних послова Републике Србије, док је Александар Антић изабран за Министра енергетике и рударства а Снежана Богосављевић Бошковић је постала Министарка пољопривреде и заштите животне средине.

## Резултати на парламентарним и председничким изборима
| Избори | Коалиција    | Лидер              | Позиција | # гласова | % од важећих | # посланика | +/–        | Влада         |
| ------ | ------------ | ------------------ | -------- | --------- | ------------ | ----------- | ---------- | ------------- |
| 1990   | -            | Слободан Милошевић | 1.       | 2.320.587 | 48,15%       | 194 / 250   | -          | владајући     |
| 1992   | -            | Слободан Милошевић | 1.       | 1.359.086 | 30,62%       | 101 / 250   | 93         | владајући     |
| 1993   | -            | Слободан Милошевић | 1.       | 1.576.287 | 38,21%       | 123 / 250   | 22         | владајући     |
| 1997   | СПС–ЈУЛ–НД   | Слободан Милошевић | 1.       | 1.418.036 | 35,70%       | 85 / 250    | 38         | владајући     |
| 2000   | -            | Слободан Милошевић | 2.       | 516.326   | 14,10%       | 37 / 250    | 48         | опозиција     |
| 2003   | -            | Ивица Дачић        | 6.       | 291.341   | 7,72%        | 22 / 250    | 15         | подршка влади |
| 2007   | -            | Ивица Дачић        | 5.       | 227.580   | 5,74%        | 16 / 250    | 6          | опозиција     |
| 2008   | СПС–ЈС–ПУПС  | Ивица Дачић        | 4.       | 313.896   | 7,75%        | 12 / 250    | 4          | владајући     |
| 2012   | СПС–ЈС–ПУПС  | Ивица Дачић        | 3.       | 567.689   | 15,18%       | 25 / 250    | 13         | владајући     |
| 2014   | СПС–ЈС–ПУПС  | Ивица Дачић        | 2.       | 484.607   | 13,94%       | 25 / 250    | Стагнација | владајући     |
| 2016   | СПС–ЈС–ЗС–КП | Ивица Дачић        | 2.       | 413.770   | 11,28%       | 21 / 250    | 4          | владајући     |
| 2020   | СПС–ЈС–ЗС–КП | Ивица Дачић        | 2.       | 334.333   | 10,78%       | 22 / 250    | 1          | владајући     |
| 2022   | СПС–ЈС–ЗС    | Ивица Дачић        | 3.       | 435.274   | 11,79%       | 22 / 250    | Стагнација | владајући     |
| 2023   | СПС–ЈС–ЗС    | Ивица Дачић        | 3.       | 249.608   | 6,55%        | 12 / 250    | 10         | владајући     |

| Избори       | Кандидат            | #      | 1. круг — гласови | %      | #                | 2. круг — гласови | %                | Резултат     | Детаљи            |
| ------------ | ------------------- | ------ | ----------------- | ------ | ---------------- | ----------------- | ---------------- | ------------ | ----------------- |
| 1990         | Слободан Милошевић  | 1.     | 3.285.799         | 67,71% | без другог круга | без другог круга  | без другог круга | изабран      |                   |
| 1992         | Слободан Милошевић  | 1.     | 2.515.047         | 57,46% | без другог круга | без другог круга  | без другог круга | изабран      |                   |
| сеп-окт 1997 | Зоран Лилић         | 1.     | 1.474.924         | 37,12% | 2.               | 1.691.354         | 49,38%           | [ а ]        |                   |
| дец 1997     | Милан Милутиновић   | 1.     | 1.665.822         | 44,62% | 1.               | 2.181.808         | 61,19%           | изабран      |                   |
| сеп-окт 2002 | Велимир Живојиновић | 6.     | 119.052           | 3,34%  | без другог круга | без другог круга  | без другог круга | [ б ]        |                   |
| дец 2002     | Војислав Шешељ      | 2.     | 1.063.296         | 37,10% | без другог круга | без другог круга  | без другог круга | [ в ]        | подршка кандидату |
| 2003         | бојкот              | бојкот | бојкот            | бојкот | бојкот           | бојкот            | бојкот           | бојкот       | бојкот            |
| 2004         | Ивица Дачић         | 5.     | 125.952           | 4,09%  | без другог круга | без другог круга  | без другог круга | није изабран |                   |
| 2008         | Милутин Мркоњић     | 4.     | 245.889           | 6,09%  | без другог круга | без другог круга  | без другог круга | није изабран |                   |
| 2012         | Ивица Дачић         | 3.     | 556.013           | 14,89% | без другог круга | без другог круга  | без другог круга | није изабран |                   |
| 2017         | Александар Вучић    | 1.     | 2.012.788         | 56,01% | без другог круга | без другог круга  | без другог круга | изабран      | подршка кандидату |
| 2022         | Александар Вучић    | 1.     | 2.224.914         | 60,01% | без другог круга | без другог круга  | без другог круга | изабран      | подршка кандидату |

| Избори | Кандидат           | #  | 1. круг — гласови | %      | #                | 2. круг — гласови | %                | Резултат     | Детаљи                           |
| ------ | ------------------ | -- | ----------------- | ------ | ---------------- | ----------------- | ---------------- | ------------ | -------------------------------- |
| 2000   | Слободан Милошевић | 2. | 1.826.799         | 38,24% | без другог круга | без другог круга  | без другог круга | није изабран | увод у петооктобарску револуцију |

## Конгреси
Највиши орган Социјалистичке партије Србије је конгрес и он се према Статуту партије одржава сваке четврте године. До сада је одржано осам конгреса:
- Први (оснивачки) конгрес — називан и Конгрес уједињења одржан од 16. до 18. јула 1990. у дворани „Сава центра“ у Београду, уз присуство 1.455 делегата. На овом конгресу дошло је до уједињења Савеза комуниста Србије (СКС) и Социјалистичког савеза радног народа Србије (ССРНС) у једну политичку партију. На конгресу су усвојене Програмске основе и Статут партије, и изабрани органи и функционери партије — за председника партије изабран је Слободан Милошевић (дотадашњи лидер СКС), за потпредседнике: Радмила Анђелковић, Богдан Трифуновић и Михајло Марковић, а за генералног секретара Петар Шкундрић. Програм се заснивао на демократском социјализму, југословенству, умереном српском национализму и делом марксизму-лењинизму.[28]
- Други конгрес — одржан је 23. и 24. октобра 1992. године у дворани „Сава центра“ у Београду, уз присуство 1.038 делегата. За председника партије поново је изабран (други пут) Слободан Милошевић, за потпредседнике: др Борисав Јовић, Бошко Перошевић и Горан Перчевић, а за генералног секретара Миломир Минић. На овом конгресу изабран је нови амблем СПС-а — црвена ружа програм се заснивао на демократском социјализму, југословенству и умереном српском национализму.
- Трећи конгрес — под слоганом „Србија 2000 — корак у нови век“ одржан је 2. марта 1996. године у дворани „Сава центра“ у Београду, уз присуство 1.444 делегата. За председника партије поново је изабран (трећи пут) Слободан Милошевић, за потпредседнике: Славица Ђукић Дејановић, Зоран Лилић, Бошко Перошевић и Никола Шаиновић, а за генералног секретара Горица Гајевић програм се заснивао на демократском социјализму, југословенству и умереном српском национализму.
- Четрврти конгрес — под слоганом Двадесет један пројекат за 21. век одржан је 17. фебруара 2000. године у дворани „Сава центра“ у Београду, уз присуство 2.314 делегата. За председника партије поново је изабран (четврти пут) Слободан Милошевић, за потпредседника Мирко Марјановић, а за генералног секретара поново је изабрана Горица Гајевић.
- Пети (ванредни) конгрес — одржан је 25. новембра 2000. године у дворани „Сава центра“ у Београду, уз присуство 2.368 делегата. Овај конгрес одржан је ванредно, због новонасталих дешавања, после „петооктобарске“ смене власти и преласка партије у опозицију. За председника партије поново је изабран (пети пут) Слободан Милошевић, а за генералног секретара је изабран Зоран Анђелковић.
- Шести конгрес — одржан је 18. јануара 2003. године у дворани „Сава центра“ у Београду, уз присуство 2.233 делегата. На овом конгресу, победу је однела тзв. „реформска струја“ предвођена Ивицом Дачићем и Зораном Анђелковићем. За председника партије поново је изабран (шести пут) Слободан Милошевић. Пошто се он налазио у Хашком трибуналу, овлашћења председника партије пренесена су на председника Главног одбора (новоуведена функција). На првој седници Главног одбора, одржаној после конгреса, изабрано је руководство партије — за председника Главног одбора изабран је Ивица Дачић, за генералног секретара Зоран Анђелковић, за потпредседнике Главног одбора: др Жарко Обрадовић, Душан Бајатовић, Милорад Вучелић и Бранко Ружић и за председника Политичког савета Миломир Минић. На конгресу је донесена одлука да у чланство СПС-а, колективно уђу сви чланови Партије демократске левице Александра Вулина и Демократске социјалистичке партије Милорада Вучелића.
- Седми конгрес — одржан је 3. и 4. децембра 2006. године, девет месеци после смрти Слободана Милошевића, у дворани „Сава центра“ у Београду уз учешће 2.388 делегата. За председника партије изабран је Ивица Дачић. На првој седници Главног одбора, одржаној после конгреса, изабрано је руководство партије — за заменика председника партије изабран је Жарко Обрадовић, за председника Извршног одбора Бранко Ружић, а за потпредседнике: Жарко Обрадовић, (који је уједно и заменик председника СПС), Славица Ђукић-Дејановић, Милутин Мркоњић и Душан Бајатовић.
- Осми конгрес — под слоганом Сигурним кораком одржан је 11. децембра 2010. године у дворани „Сава центра“ у Београду, уз присуство 2.317 делегата. За председника партије поново је изабран (други пут) Ивица Дачић. Избор председника партије је по први пут обављен јавним гласањем (акламацијом), при чему је био само један кандидат, који је изабран једногласно. На исти начин су изабрани и остали органи партије (које по статуту бира конгрес), што је овом конгресу дало најнедемократскији карактер од оснивања СПС-а. На првој седници Главног одбора, одржаној после конгреса, изабрано је руководство партије — за председника Извршног одбора изабран је Бранко Ружић, за потпредседнике: Жарко Обрадовић, Славица Ђукић-Дејановић, Милутин Мркоњић, Душан Бајатовић и Дијана Вукомановић.
- Девети конгрес — под слоганом Одговорност за будућност одржан је 14. децембра 2014. године у дворани „Сава центра“ у Београду. За председника партије поново је изабран (трећи пут) Ивица Дачић. Избор председника партије је по други пут обављен јавним гласањем (акламацијом), при чему је био само један кандидат Ивица Дачић. Партија добија нови статут, програм и нови лого (симбол) политичке партије, многима је на први поглед изгледало да на логу виде црвену звезду петокраку. Руководство СПС-а је демантовало да нови лого представља црвену звезду петокраку, у саопштењу су навели да је идеја била да нови симбол на логу нема пет кракова те да заправо буде четворокрака звезда водиља која ће бити симбол европског пута Србије.[29][30][31][32][33]
- Десети конгрес — под слоганом Ми стојимо постојано одржан је 22. децембра 2018. године у дворани „Сава центра“ у Београду. За председника партије поново је изабран (четврти пут) Ивица Дачић.
- Једанаeсти конгрес — под слоганом Солидарност-традиција-истрајност-постојаност-упорност одржан је 17. децембра 2022. године у „Београдском сајму“. За председника партије поново је изабран (пети пут) Ивица Дачић.[34][35][36]

## Председници
| Преглед председника Социјалистичке партије Србије | Преглед председника Социјалистичке партије Србије | Преглед председника Социјалистичке партије Србије | Преглед председника Социјалистичке партије Србије | Преглед председника Социјалистичке партије Србије | Преглед председника Социјалистичке партије Србије | Преглед председника Социјалистичке партије Србије | Преглед председника Социјалистичке партије Србије                                              | Преглед председника Социјалистичке партије Србије |
| конгресни период                                  | број                                              | фотографија                                       | име и презиме (године живота)                     | мандат                                            | мандат                                            | мандат                                            | напомена                                                                                       | реф                                               |
| конгресни период                                  | број                                              | фотографија                                       | име и презиме (године живота)                     | почетак                                           | крај                                              | трајање                                           | напомена                                                                                       | реф                                               |
| ------------------------------------------------- | ------------------------------------------------- | ------------------------------------------------- | ------------------------------------------------- | ------------------------------------------------- | ------------------------------------------------- | ------------------------------------------------- | ---------------------------------------------------------------------------------------------- | ------------------------------------------------- |
| Први конгрес 1990—1992.                           | 1                                                 | A photo of Slobodan Milošević in 2001             | Слободан Милошевић 1941—2006.                     | 17. јул 1990.                                     | 24. мај 1991.                                     | 311 дана                                          |                                                                                                |                                                   |
| Први конгрес 1990—1992.                           | 2                                                 | A photo of Borisav Jović in 2009                  | Борисав Јовић 1928—2021.                          | 24. мај 1991.                                     | 24. октобар 1992.                                 | 1 година, 153 дана                                |                                                                                                |                                                   |
| Други конгрес 1992—1996.                          | 3                                                 | A photo of Slobodan Milošević in 2001             | Слободан Милошевић 1941—2006.                     | 24. октобар 1992.                                 | 2. март 1996.                                     | 13 година, 138 дана                               |                                                                                                |                                                   |
| Трећи конгрес 1996—2000.                          | 3                                                 | A photo of Slobodan Milošević in 2001             | Слободан Милошевић 1941—2006.                     | 2. март 1996.                                     | 17. фебруар 2000.                                 | 13 година, 138 дана                               |                                                                                                |                                                   |
| Четврти конгрес 2000.                             | 3                                                 | A photo of Slobodan Milošević in 2001             | Слободан Милошевић 1941—2006.                     | 17. фебруар 2000.                                 | 25. новембар 2000.                                | 13 година, 138 дана                               |                                                                                                |                                                   |
| Пети конгрес 2000—2003.                           | 3                                                 | A photo of Slobodan Milošević in 2001             | Слободан Милошевић 1941—2006.                     | 25. новембар 2000.                                | 18. јануар 2003.                                  | 13 година, 138 дана                               | Након хапшења, априла 2001. на челу СПС су га представљали Мирко Марјановић и Богољуб Бјелица. |                                                   |
| Шести конгрес 2003—2006.                          | 3                                                 | A photo of Slobodan Milošević in 2001             | Слободан Милошевић 1941—2006.                     | 18. јануар 2003.                                  | 11. март 2006.                                    | 13 година, 138 дана                               | Само формални председник, јер је Ивица Дачић изабран за председника Главног одобора            |                                                   |
| Шести конгрес 2003—2006.                          | 4                                                 | A photo of Ivica Dačić in 2023                    | Ивица Дачић 1966.                                 | 11. март 2006.                                    | 4. децембар 2006.                                 | 268 дана                                          | в.д. као председник Главног одобора; неформални председник партије од 18.1.2003.               |                                                   |
| Седми конгрес 2006—2010.                          | 4                                                 | A photo of Ivica Dačić in 2023                    | Ивица Дачић 1966.                                 | 4. децембар 2006.                                 | 11. децембар 2010.                                | 18 година, 248 дана                               |                                                                                                |                                                   |
| Осми конгрес 2010—2014.                           | 4                                                 | A photo of Ivica Dačić in 2023                    | Ивица Дачић 1966.                                 | 11. децембар 2010.                                | 14. децембар 2014.                                | 18 година, 248 дана                               |                                                                                                |                                                   |
| Девети конгрес 2014—2018.                         | 4                                                 | A photo of Ivica Dačić in 2023                    | Ивица Дачић 1966.                                 | 14. децембар 2014.                                | 22. децембар 2018.                                | 18 година, 248 дана                               |                                                                                                |                                                   |
| Десети конгрес 2018—2022.                         | 4                                                 | A photo of Ivica Dačić in 2023                    | Ивица Дачић 1966.                                 | 22. децембар 2018.                                | 17. децембар 2022.                                | 18 година, 248 дана                               |                                                                                                |                                                   |
| Једанаести конгрес 2022—2026.                     | 4                                                 | A photo of Ivica Dačić in 2023                    | Ивица Дачић 1966.                                 | 17. децембар 2022.                                | тренутно                                          | 18 година, 248 дана                               |                                                                                                |                                                   |

## Историјски претходници СПС
| #                       | Историјски претходници | Историјски претходници              |                  |
| Назив политичке партије | Назив политичке партије | Период постојања                    | Период постојања |
| 1.                      | Српска социјалдемократска партија                                                                                               | (1903—1919)                         |                  |
| 2.                      | Социјалистичка радничка партија Југославије (комуниста) Комунистичка партија Југославије Независна радничка партија Југославије | (1919—1920) (1920—1952) (1923—1924) |                  |
| 3.                      | Комунистичка партија Србије Савез комуниста Србије                                                                              | (1945—1952) (1952—1990)             |                  |
| 4.                      | Народни фронт Србије Социјалистички савез радног народа Србије                                                                  | (1945—1953) (1953—1990)             |                  |

## Истакнути чланови
- Ивица Дачић
- Владан Заграђанин
- Предраг Марковић
- Жарко Обрадовић
- Славица Ђукић Дејановић
- Бранко Ружић
- Александар Антић
- Снежана Богосављевић Бошковић
- Милетић Михајловић
- Новица Тончев
- Ивица Тончев
- Душан Бајатовић
- Петар Шкундрић
- Вељко Одаловић
- Никола Шаиновић
- Зоран Баки Анђелковић
- Ненад Милосављевић
- Александар Каракашевић
- Ђорђе Милићевић
- Вања Вукић
- Зоран Лилић
- Милан J. Николић

### Бивши чланови
- Слободан Милошевић (оснивач и први председник СПС-а)
- Мирко Марјановић
- Момчило Трајковић
- Срђан Драгојевић
- Бранислав Ивковић
- Борисав Јовић
- Сејдо Бајрамовић
- Стево Жигон
- Небојша Човић
- Александар Вулин
- Милорад Вучелић
- Душанка Ђого-Антоновић
- Горан Перчевић
- Милан Милутиновић
- Влајко Стојиљковић
- Борка Вучић
- Добривоје Будимировић
- Бошко Перошевић
- Мирослав Илић
- Фрањо Михалић
- Бата Живојиновић
- Божидар Шујица
- Томислав Секулић
- Миомир Миловановић
- Мики Вујовић
- Милан Милутиновић
- Милутин Мркоњић
- Јошка Броз